# Meyer/Obermair-observatoriet
Meyer/Obermair-observatoriet, är ett observatorium i byn Davidschlag i Oberösterreich i Österrike.
Det byggdes 1978 av de båda österrikiska amatörastronomerna Erich Meyer och Erwin Obermair.
Minor Planet Center listar observatoriet som Linz och som upptäckare av 5 asteroider mellan 1996 och 2003.

## Asteroider upptäckta av Meyer/Obermair-observatoriet
| 9097 Davidschlag    | 14 januari 1996   |
| 9119 Georgpeuerbach | 18 februari 1998  |
| 175730 Gramastetten | 18 februari 1998  |
| 257515 Zapperudi    | 6 februari 1997   |
| 276568 Joestübler   | 27 september 2003 |